# Lisa Regnell
Lisa Teresia Regnell, (gift Lindh) född 3 februari 1887 i Katarina församling, Stockholm, död 5 november 1979 i Vantörs församling, Stockholm, var en svensk simhoppare. 
Hon blev olympisk silvermedaljör i raka hopp i Stockholm 1912, medan hennes yngre syster Elsa kom fyra. Vid samma OS deltog hennes bror Nils som simmare.